# Геолокация
Геолокация е определяне на географското местоположение на даден обект като радар, мобилен телефон или компютър, свързан с интернет. Геолокацията може да се отнася както до процеса на определяне на мястото, така и до самото място. Използва се за геотаргетиране.

## Видове
Геолокацията е подобна на установяването на местоположение на мобилно устройство (на английски: mobile phone tracking), но се различава от него с това, че се набляга върху определянето на разбираемо местоположение (например адрес), а не просто на изчислението на географски координати. Конкретният метод включва използването на радио честотни системи, изчисляващи например времевата разлика в пристигането на сигнали (на английски: Time Difference of Arrival), която позволява по-голяма точност на определяне на мястото. Системите за времева разлика на пристигане използват картографирани дисплей или друга географска информационна система. Това се различава от по-традиционните технологии за радиолокация, например, установяването на посока спрямо излъчващ предавател, а не специфичното местоположение.
Интернет и компютърна геолокация може да се извърши, като се комбинират географското местоположение с IP адрес, MAC адрес, RFID, производствения номер на вградения хардуер, номер на софтуера, местоположение на Wi-Fi връзката, устройство за GPS координати и други. Геолокацията обикновено работи като автоматично намира IP адреса чрез услугата WHOIS и открива физическия адрес на регистриралия се.
Геолокационните данни от IP адреса могат да включват информация като държава, регион, град, пощенски код и часова зона. По-задълбочени настройки в данните могат да определят и други параметри като име на домейна, скорост на връзката, ISP, език, пълномощни, име на компанията, US DMA/MSA, NAICS кодове.

## Друго значение
Думата геолокация се използва и в друг контекст и се отнася до процеса на измерване на местоположението от микрочипове поставяни на животни, например времевата история на яркостта на слънчевата светлина или водната температура и дълбочина, измерени от закрепен върху животно датчик. Такива инструменти обикновено се наричат „archival tags“ (архивни тагове) или „dataloggers“ (данни на потребители).